# Beraprost
Beraprost je sintetički analog prostaciklina. U toku su klinička istraživanjima ovog leka za tretman pulmonarne hipertenzije. On se takođe ispituje za moguću primenu u sprečavanju reperfuzionih povreda.

## Klinička farmakologija
Beraprost je analog prostaciklina PGI2. On utiče na vazodilataciju, čime se snižava krvni pritisak. Beraprost takođe inhibira agregaciju trombocita.

## Doziranje i administracija
Beraprost se dozira oralno kao pilula.

## Spoljašnje veze
|  | Molimo Vas, obratite pažnju na važno upozorenje u vezi sa temama iz oblasti medicine (zdravlja). |